# Archaeoroncus tenuis
Espèce
Synonymes
- Roncus lubricus tenuis Hadži, 1933
- Roncus tenuis Hadži, 1933

Archaeoroncus tenuis est une espèce de pseudoscorpions de la famille des Neobisiidae.

## Distribution
Cette espèce est endémique de Croatie. Elle se rencontre sur Krk vers Malinska.

## Description
Le mâle décrit par  en mesure 2,19 mm et la femelle 2,49 mm.

## Systématique et taxinomie
Cette espèce a été décrite sous le protonyme Roncus lubricus tenuis par Hadži en 1933. Elle est élevée au rang d'espèce par Ćurčić, Dimitrijević et Karamata en 1992. Elle est placée dans le genre Archaeoroncus par Ćurčić, Dimitrijević, Rađa, Makarov et Ilić en 2012.

## Publication originale
- Hadži, 1933 : Prinos poznavanju pseudoskorpijske faune Primorja. Prirodoslovna Istraživanja Kraljevine Jugoslavije, vol. 18, p. 125-192.